# Vulcaniella pomposella
Vulcaniella pomposella là một loài bướm đêm thuộc họ Cosmopterigidae. Nó được tìm thấy ở Pháp, the Baltic Region và Ukraina to the Mediterranean Region.
Ấu trùng ăn Helichrysum arenarium và Hieracium pilosella.Chúng ăn lá nơi chúng làm tổ. 